# Мымныйнвеем
Мымныйнвеем (Мымныинвээм) — река на Дальнем Востоке России, протекает по территории Иультинского района Чукотского автономного округа.
Длина реки 28 км. Протекает по Ванкаремской низменности, впадает в Ванкарем справа в 40 км от устья.
Название в переводе с чук. Мӈиинвээм — «река, где осуществляются благодарственные обряды».
По данным государственного водного реестра России относится к Анадыро-Колымскому бассейновому округу.